# Planococcoides anaboranae
Planococcoides anaboranae är en insektsart som först beskrevs av Mamet 1959.  Planococcoides anaboranae ingår i släktet Planococcoides och familjen ullsköldlöss.
Artens utbredningsområde är Madagaskar. Inga underarter finns listade i Catalogue of Life.